# 주간고속도로 제75호선
주간고속도로 제75호선(영어: Interstate 75, I-75)은 미국 남동부 플로리다주 마이애미 근교에 위치한 하이엘리아(Hialeah)에서 북부 미시간주 수세인트마리(Sault Ste. Marie)를 연결하는 총 연장 2875.04km의 남북축 고속도로이다.
75호선은 통행량이 매우 많음에 따라 남부와 북부 시골 지역에서도 대부분의 도로가 6차선으로 확포장 되어있다. 특히 플로리다주에서는 플로리다반도 남부에 위치한 늪지대인 에버글레이즈를 지나면서 이 곳을 지나는 부분은 유료도료로 개통되었다.